# Det ljuva livet

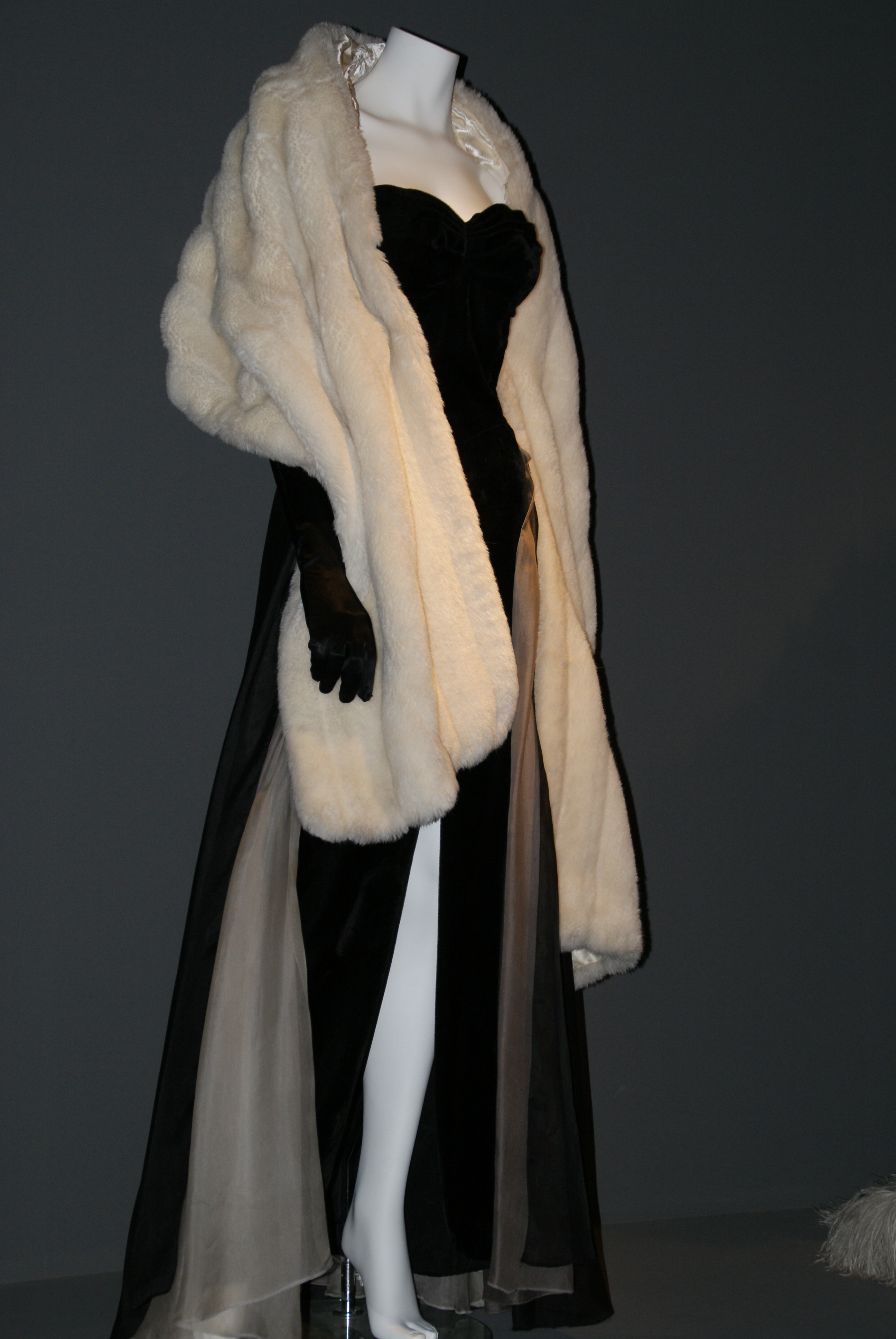
Klänning buren av Anita Ekberg i filmen.

Det ljuva livet (originaltitel: La dolce vita) är en italiensk dramakomedifilm från 1960 i regi av Federico Fellini. Huvudrollerna spelas av Anita Ekberg och Marcello Mastroianni. Filmen vann Guldpalmen vid filmfestivalen i Cannes 1960.

## Handling
Skvallerjournalisten Marcello Rubini (Marcello Mastroianni) bär på författardrömmar. Men innan han kan realisera sin dröm låter han sig dras med i Roms hektiska nöjesliv. Hans tillvaro kompliceras av hans älskarinna Emma (Yvonne Furneaux), som är deprimerad och har gjort flera självmordsförsök. Marcello bjuds in till författaren Steiner (Alain Cuny), som han hyser stor beundran för. Nästa kväll kommer hans pappa (Annibale Ninchi) på besök, men fadern blir senare på kvällen illamående och tvingas resa hem igen utan att far och son kommit varandra närmare. En annan kväll följer Marcello med den firade filmstjärnan Sylvia (Anita Ekberg) runt i staden. Frampå morgonkröken får han stryk av hennes make. Två småbarn påstår sig ha sett den heliga Madonnan och Marcello deltar i den massmediala hysterin kring barnen.
Författaren Steiner skjuter sina barn och därefter sig själv, nu tar Marcellos egen depression överhanden och han försöker bedöva sina känslor genom att hänsynslöst kasta sig in i nya orgiastiska fester med stadens ungdomar.

## Medverkande (urval)
| Marcello Mastroianni | – Marcello Rubini         |
| Anita Ekberg         | – Sylvia                  |
| Anouk Aimée          | – Maddalena               |
| Yvonne Furneaux      | – Emma                    |
| Lex Barker           | – Robert, Sylvias fästman |
| Magali Noël          | – Fanny                   |
| Alain Cuny           | – Steiner                 |
| Nadia Gray           | – Nadia                   |
| Annibale Ninchi      | – Marcellos far           |
| Walter Santesso      | – Paparazzo               |
| Valeria Ciangottini  | – Paola                   |
| Riccardo Garrone     | – Riccardo                |

## Utmärkande inslag
- I filmen vadar Sylvia i Fontana di Trevi i Rom.
- Uttrycket "paparazzi", som beskriver hänsynslösa fotografer, kommer ifrån filmen. Rollfiguren Paparazzo (spelad av Walter Santesso) är en pressfotograf som känslokallt slänger upp sin kamera mot Steiners hustru som genom sin makes dåd mist sina bägge barn.

## Källhänvisningar
1. ↑  Det ljuva livet på Svensk Filmdatabas